# Acta Eruditorum

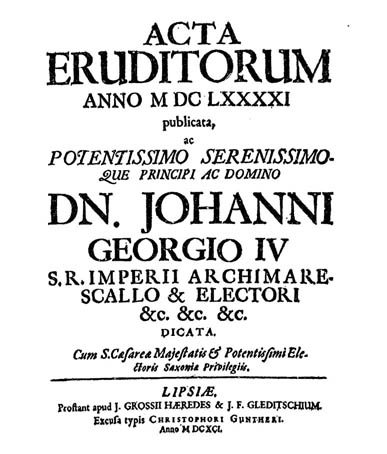
Acta Eruditorum

Acta Eruditorum, titeln på Tysklands äldsta lärda tidskrift, vilken grundades 1682 av professor Otto Mencke i Leipzig och med några avbrott ägde bestånd ett århundrade. Från och med 1732 utkom den under titeln Nova acta eruditorum. Den utgavs på latin och hade sin tids lärdaste män, bland annat Isaac Newton, Gottfried Leibniz och Christian Thomasius, till författare samt åtnjöt stort anseende såsom kritiskt organ.

## Utgivare
- 1682–1707 Otto Mencke
- 1707–1732 Johann Burckhardt Mencke
- 1732–1754 Friedrich Otto Mencke
- 1754–1782 Karol Andrej Bel